# Literna ochracea
Literna ochracea är en insektsart som beskrevs av Jacobi 1917. Literna ochracea ingår i släktet Literna och familjen spottstritar.
Artens utbredningsområde är Madagaskar. Inga underarter finns listade i Catalogue of Life.